# مادلين أرنوت
مادلين أرنوت (بالإنجليزية: Madeleine Arnot)‏ هي عالمة اجتماع بريطانية، ولدت في 1950.